# Kongói rózsabogár

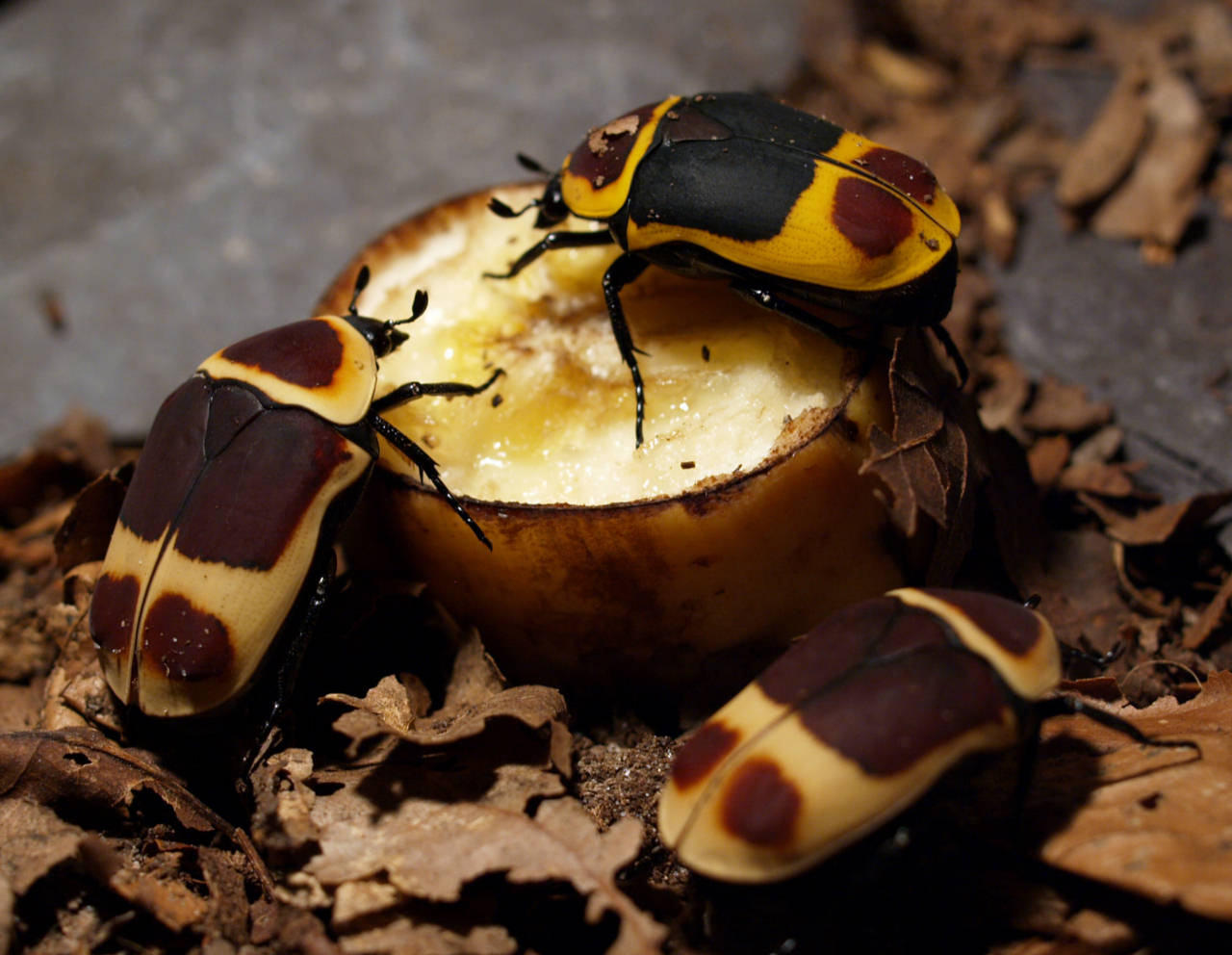

A kongói rózsabogár (Pachnoda marginata) közép és nyugat-afrikai bogárfaj. Terráriumi díszállatként is tartják. Nagy lárváit terráriumi állatok etetésére használják.

## Előfordulása
Ahogyan neve is mutatja, elsősorban a Kongó-medencében honos, de különféle alfajai Közép- és Nyugat-Afrika egyéb országaiban, Guineában, Szenegálban, Kamerunban, Kenyában, Szudánban is előfordul.

## Megjelenése, felépítése
Imágója mintegy 2-3 centiméter hosszú; formája a Magyarországon is elterjedt rózsabogarakhoz hasonlít. Kilenc, eltérő színezetű alfaja ismert; szárnyfedője és tora az élénk narancs egyszínűtől a sötétbarna-sárga tarkáig sokféle lehet. A névadó alakot Dru Drury eredetileg Scarabaeus marginatus néven írta le. A Pachnoda marginata peregrina alfajnak több nevet is adtak, amelyek közül többet még ma is használnak.
Alfajai:
- Pachnoda marginata aurantia Herbst, 1790, aranysárga
- Pachnoda marginata cerandi Rigout, 1984
- Pachnoda marginata fernandezi Rigout, 1984
- Pachnoda marginata marginata Drury, 1773, vörösesbarna
- Pachnoda marginata mirei Ruter, 1963
- Pachnoda marginata murielae Rigout, 1987
- Pachnoda marginata perigrina Kolbe, 1906, vörösesbarna foltokkal
- Pachnoda marginata rougeoti Rigout, 1992
- Pachnoda marginata tunisiensis Rigout, 1984

Testének egyéb részei fényes feketék. Lárvája sárgásfehér színű, feje barna és akár 4–6 cm nagyságúra is megnőhet. A nemek hasonlók, csak a hátsó lábak vizsgálatával vagy a hímek hosszanti barázdája alapján különíthetők el.

## Életmódja, élőhelye
Fás, bokros területeken él. A felnőtt egyedek gyümölcsökkel, hajtásokkal, famézgával táplálkoznak, gyakorta a földön is. Felszálláskor kiterjesztett szárnyakkal forognak, így könnyítve meg a felszállást.
A földön, vagy a bokrokon, fákon párzanak. Nőstény híján a hímek egymással is megpróbálnak párzani; ekkor akár négyen is lehetnek egymáson. Petéjüket a nedves talajba rakják; egy petecsomóban legfeljebb 178 petével. Lárváik is a földben, illetve földfelszínen élnek, ahol lehullott faleveleket, gyümölcsöket esznek. A bábot föld és saját váladék megszilárdult keveréke védi, és szilárd támasztékhoz rögzül. A bogarak a bábozódás után 5-8 nappal hagyják el a kokont. Gyors életritmusú állatok, egy új generáció 28-30 °C-on akár 3-5 hónap alatt felnő, a bogarak ezután még 2-5 hónapot élnek.

## Tartása terráriumban
Könnyen tartható és szaporítható fedett tetejű (különben kirepülhet) üveg vagy műanyag terráriumban. A lárvák legalább 10 cm vastag nedves talajréteget igényelnek. A talaj legyen homok és föld keveréke, és nyirkos, de ne nedves. A lárvák gyümölcsökkel, falevelekkel, korhadt fával (tölgy, bükk, juhar, hárs) vagy macskatáppal etethetők. Fejlődésük hossza hőmérsékletfüggő; ennek 23 és 30 °C között kell lennie. A kifejlett bogarakat különböző gyümölcsökkel – banán, alma, kivi, eper – etethetjük. Ezeket hetente kétszer cserélni kell, hogy ne szaporodjanak el bennük a gyümölcslegyek.

Pachnoda marginata peregrina
Pachnoda marginata marginata
Pachnoda marginata aurantia

## Fordítás
- Ez a szócikk részben vagy egészben  a   Kongo-Rosenkäfer című német Wikipédia-szócikk fordításán alapul.  Az eredeti cikk szerkesztőit annak laptörténete sorolja fel. Ez a jelzés csupán a megfogalmazás eredetét és a szerzői jogokat jelzi, nem szolgál a cikkben szereplő információk forrásmegjelöléseként.